# Munții Făgăraș

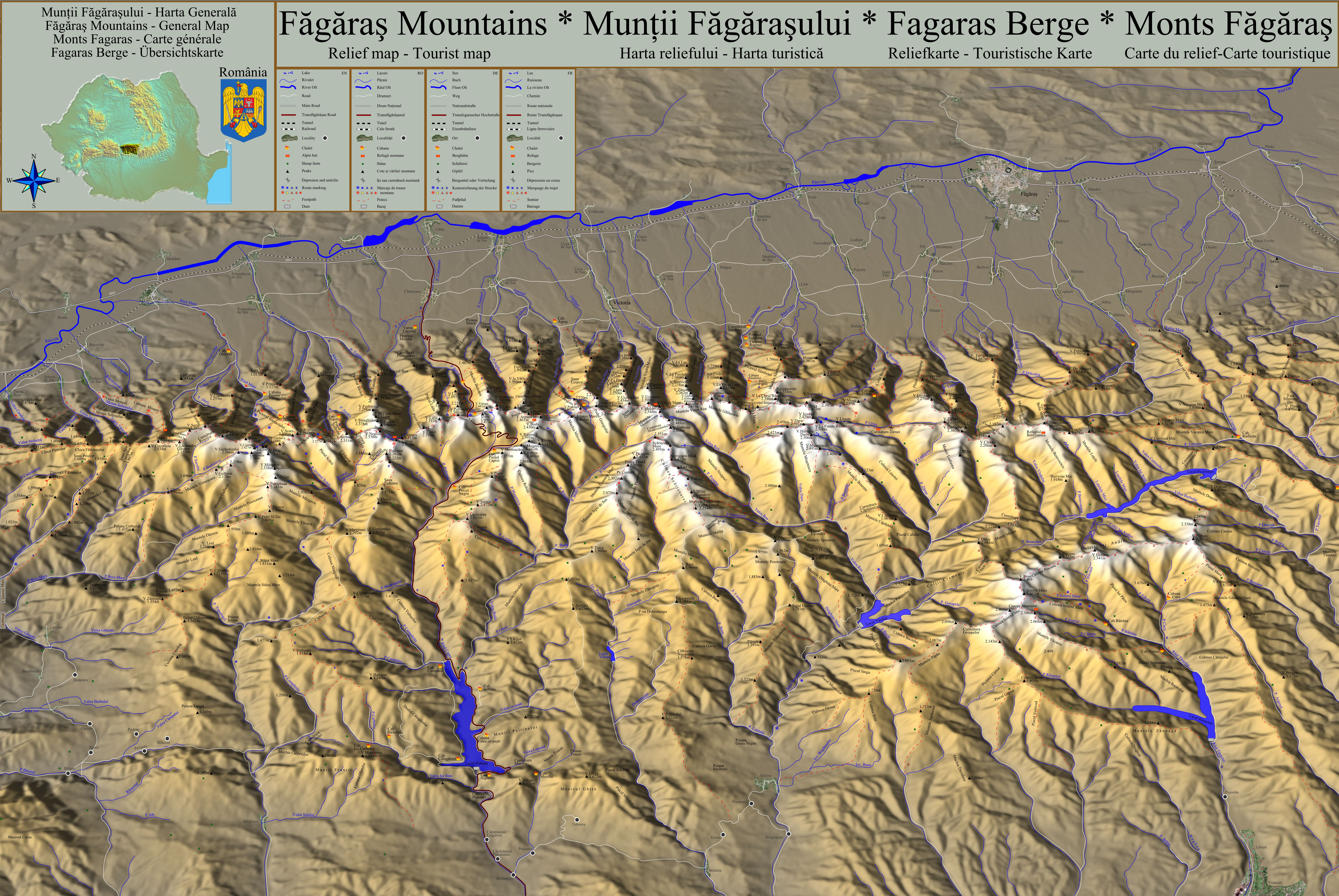
Sus: Harta turistică și a reliefului.
Jos: Creasta Făgărașului--> din Vest spre Est

Munții Făgăraș reprezintă un masiv muntos care face parte din Carpații Meridionali, și în care se află cel mai înalt vârf montan din România, vârful Moldoveanu, cu altitudinea de 2.544 de metri. Până în perioada interbelică Vârful Negoiu, cu o altitudine de 2.535 de metri, era considerat cel mai înalt vârf din Carpați, exceptând vârfurile din Munții Tatra.
| “ | Munții Făgărașului se numesce șirul de munți din Carpații sudici, care se extinde de la pasul Turnului-Roșu până la Piatra Craiului. În ei se află multe lacuri de munte și un singur pas, care trece în România; pasul Breaza. Grupele mai însemnate sunt de la vest spre est: grupa Surului, cu piscul Suru, 2288 m; grupa Negoiului, cu piscul Negoiul Mare, cel mai înalt pisc al Transilvaniei, 2536 m; munții Cârțișoarei, cu Vânătoarea lui Buteanu, 2510 m; munții Arpașului, cu Arpașul Mare sau Vârtop; munții Ucei; munții Viștei cu Colțul Viștea Mare, 2520 m. | ” |

## Geografie

Poziționare regională

Masivul Făgăraș, de la est la vest măsoară în linie dreaptă, aproximativ 70 de km iar de la nord la sud circa 45 km. Munții Făgăraș seamănă cu o imensă coloană vertebrală orientată de la est la vest având „coastele” (culmile) orientate către nord și respectiv, sud. Culmile din partea nordică sunt cu mult mai scurte și mai abrupte decât cele din partea sudică, care sunt foarte lungi și domoale. 
Munții Făgăraș sunt delimitați la vest de Valea Oltului, iar la est de râul Bârsa Groșetului și Râul Dâmbovița. La nord sunt delimitați, printr-un mare abrupt tectonic, de Depresiunea Făgărașului, cunoscută și sub denumirea de Țara Oltului. Înspre nord, pe o distanță de doar 8–10 km, diferența de nivel atinge peste 2.000 de metri. Spre sud, delimitarea este mult mai puțin accentuată, fiind făcută, după culmi lungi 30–40 km (Olanului, Robița, Scărișoara, Nisipuri, Zârna, etc.), de șirul depresiunilor Câmpulung, Brădetu, Arefu și Jiblea. 

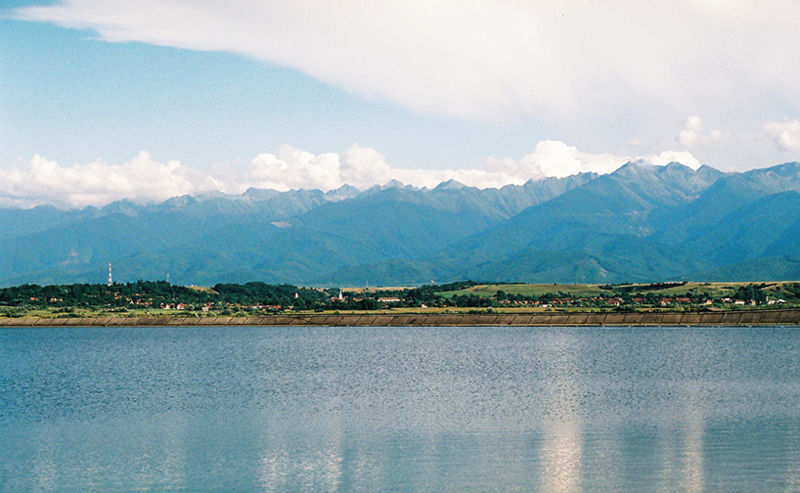
Munții Făgăraș văzuți dinspre nord (dinspre Olt)

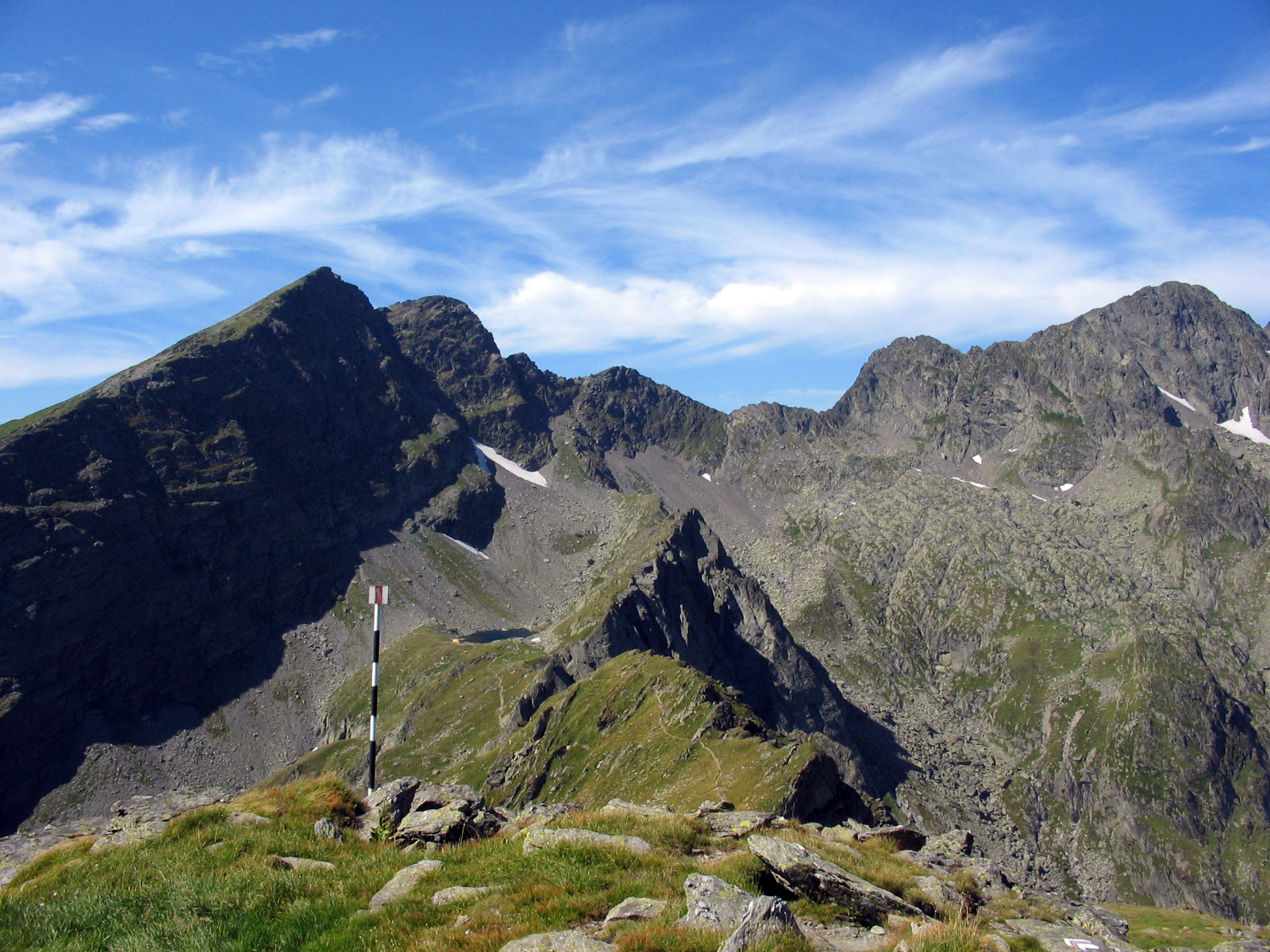
Vârful Negoiu

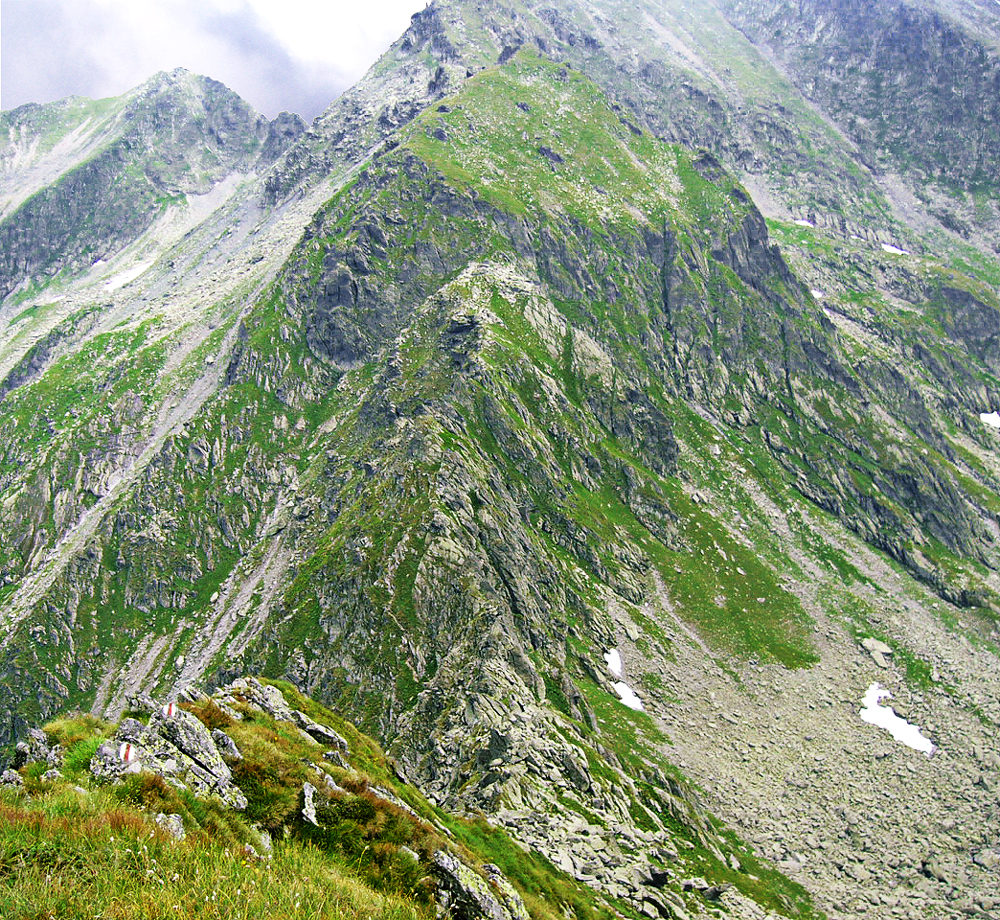
Custura Sărății, Munții Făgăraș

Suprafața totală acoperită de munții Făgăraș este peste 2.400 km², fiind, spre comparație, de circa 7,5 ori mai mare decât a munților Bucegi.  Pe cuprinsul întinderii masivului Făgăraș se găsesc 8 vârfuri de peste 2.500 de metri: Moldoveanu cu 2.544 m, Negoiu cu 2.535 m, Viștea Mare cu 2.527 m, Lespezi cu 2.517 m, Vânătarea lui Buteanu cu 2.507 m, Cornu Calțunului cu 2.510 m, Hârtopu cu 2.504 m, Dara cu 2.500 m.  Există, de asemenea, 42  de vârfuri având peste 2.400 m și mai mult de 150 de vârfuri de peste 2.300 m. 
Aceste vârfuri sunt separate între ele prin șei adânci, unele coborând până sub 2000 m altitudine (Curmătura Zârnei: 1.932 m).
Această densitate de culmi, abrupturi, vârfuri și înălțimi, i-au atras masivului și denumirea de Alpii Transilvaniei, expresie atribuită savantului francez Emmanuel de Martonne.
Din creasta masivului se desprind către nord și sud, ca niște puternice contraforturi de piatră, un mare număr de spinări prelungi (picioare de munte) dispuse aproape perpendicular pe creastă. Ele au lungimi și mai ales înfățișări diferite, după cum sunt orientate spre nord sau spre sud. Ramificațiile nordice sunt în mare parte abrupte și stâncoase în apropierea crestei, domolindu-se numai sub mantia pădurilor de conifere, care apar imediat ce înălțimea scade sub 1.700 m. O altă caracteristică a acestor ramificații constă în aspectul lor de muchie foarte îngustă și pe alocuri zimțată (de exemplu Muchia Albota).
În contrast izbitor cu ramificațiile nordice, spinarile ce se desfac din creastă spre sud (Muntenia) sunt mai lungi și mai domoale, în parte acoperite de pășuni întinse.
Creasta principală și ramificațiile nordice ale Munților Făgăraș supuse acțiunii curenților, precum și dezagregărilor produse de îngheț și dezgheț, formează în unele locuri custuri foarte înguste, șei crenelate, cum sunt :Portița Arpașului cu Fereastra Zmeilor, șeile dintre văile Șerbotei (nord), izvoarele Scara și Negoiu (sud).
O altă caracteristică a acestor munți o constituie numeroasele circuri glaciare, precum și lacurile alpine situate la mari altitudini. Unele din aceste lacuri sunt alimentate de izvoare subterane.
Văile care coboară către nord (Transilvania), urmează în marea lor majoritate o direcție aproape perpendiculară față de linia crestei, iar apele lor sunt silite - din cauza pantei foarte înclinate - să coboare în salturi, formând numeroase cascade. Printre văile cele mai pitorești se numără: văile Moașei, Șerbotei, Bâlei, Brezcioarei, Ucei Mari și Ucișoarei, Sâmbetei.
Munții Făgăraș sunt traversați de cea de-a doua dintre cele mai înalte șosele din România, Transfăgărășanul.
Rezervațiile naturale din masivul Făgăraș sunt puține față de bogăția de plante endemice și de arii peisagistice splendide.
- Golul alpin și lacul Bâlea. Având o suprafață de 120,45 ha, rezervația cuprinde un teritoriu străjuit la sud de vârfurile Vânătarea lui Buteanu (2.508 m), Capra (2.450 m) și Paltinu Mare (2.480 m), pe flancul vestic de Muchia Buteanu, iar pe cel estic de Muchia Bâlea. Rezervația include în circul glaciar Bâlea, lacul glaciar cu același nume, cel mai mare lac glaciar al Munților Făgăraș.
- Rezervația Arpășel. Având o suprafață de 736 ha, rezervația Arpășel este situată pe versantul nordic al Munților Făgăraș, cuprinzând etajul alpin, subalpin și montan superior, de la 2.500 m la 1.000 m altitudine.
- Calcarele de la Turnu Roșu. Aflată în apropierea localității Turnu Roșu, cuprinde o fâșie de calcare suprapuse pe șisturi cristaline. În aceste calcare sunt incluse bogate depozite de fosile, interesante din punct de vedere științific.

## Climă
Masivul are o climă aspră, cu caracteristici subpolare. Temperatura scade cu creșterea altitudinii. Valoarea medie anuală a crestei atinge -2 grade Celsius. Temperatura variază între +20 și -38 grade Celsius. Sunt rare zilele când deasupra Munților Făgăraș cerul este complet senin. Masivul își formează și nori proprii! Aici sunt înregistrate cele mai mari valori ale precipitației, ajungând la 1400 mm/an. Iarna se produc multe avalanșe, care fac imposibilă inclusiv circulația pe drumul alpin, Transfăgărășanul, care din 1974 traversează masivul.

## Geologie

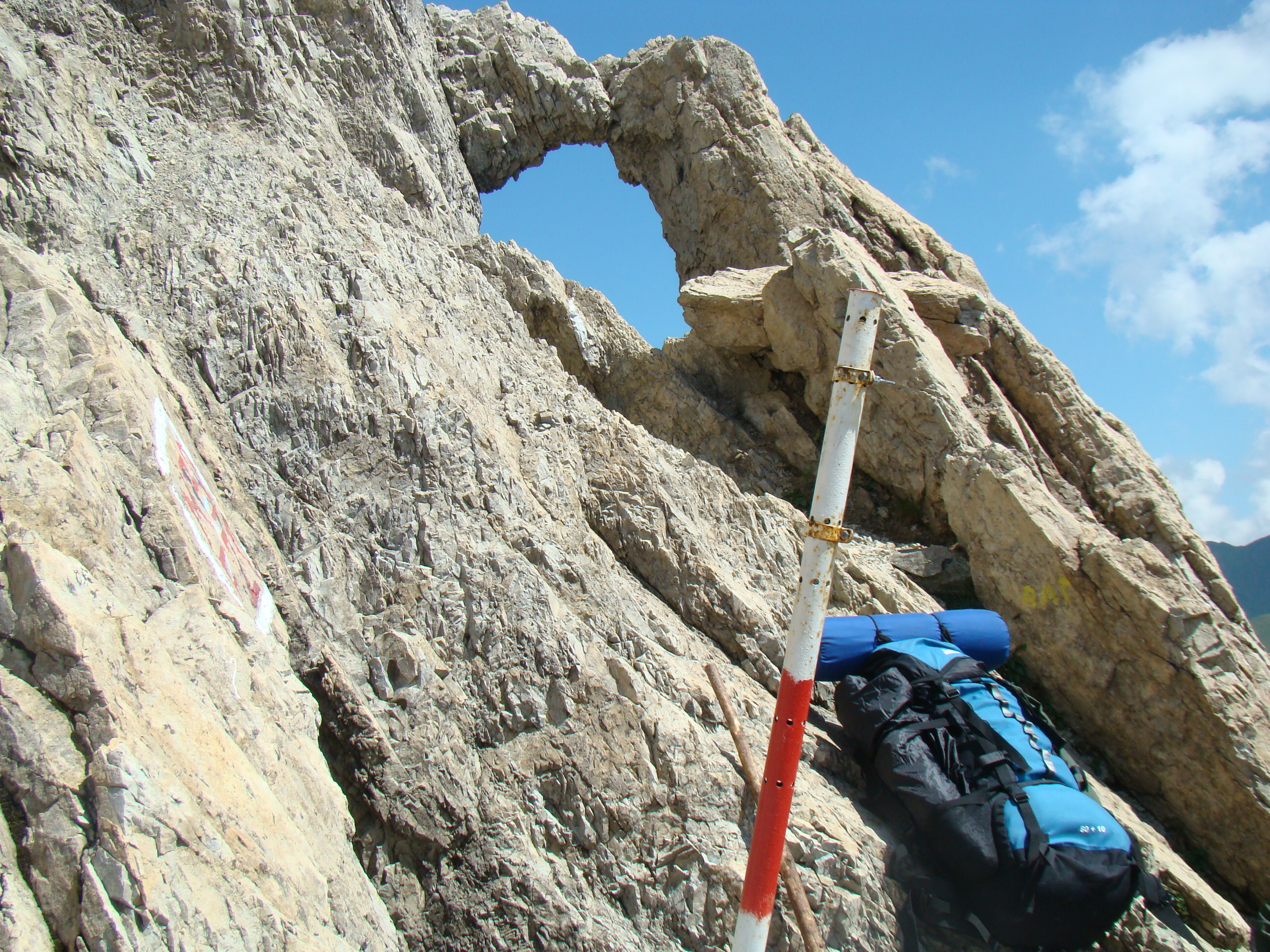
Fereastra Zmeilor

Munții Făgăraș  sunt constituiți în totalitatea lor din roci metamorfice, denumite șisturi cristaline. Distribuția generală
a diferitelor varietăți de roci este în fâșii orientate de la est la vest.Cea mai sudică este formată din gnaisuri: roci de culoare deschisă, dure, în care benzi albe de cuarț și feldspat alternează cu benzi întunecate de mică neagră. Aceste gnaisuri se pot urmări din Valea Oltului, la Robești, prin localitatea Cumpăna pe Argeș (de unde își trag și numele de „gnaisuri de Cumpăna”), ajugând apoi să taie Creasta Muntelui Oticu (care unește Vârful Brătilei cu Muntele Iezer), în locul numit Colții Cremenii. Mai departe, spre est, ele urmează versantul sudic al Dâmboviței, apoi o traversează și, prin Muntele Lerescu, ajung  în Valea Bârsei la Rudărița, de unde se îndreaptă spre nord-est, către localitatea Holbav.
La nord de această fâșie a gnaisurilor de Cumpăna-Holbav urmează o a două, formată din roci puternic șistoase și lucioase, ce se găsesc alături de cuarț: sunt micașisturile, în constituția cărora intră uneori și nodule roșcate-închis de granați.
Alternând cu aceste micașisturi, care ocupă toată creasta principală, apar, în special, în partea de vest a Munții Făgăraș, amfibolite (roci de culoare închisă datorită predominanței unui mineral negru-verzui din grupa amfibolilor) și calcare cristaline albe (de exemplu: marmurele din Fereastra Zmeilor, din Valea Moașa Sebeșului, Piatra Albă, Muntele Albota, Valea Brezcioarei).
Ultima zonă, cea mai dinspre nord, formează o parte din versantul nordic al masivului muntos. Sunt roci mai slab metamorfozate decât cele amintite și anume șisturi argintii sau verzui, cu luciu mai puțin pronunțat. Intercalațiile de calcare sunt în această zonă mai rare.
Toate rocile enumerate, care formează Munții Făgăraș, nu apar la lumină decât în anumite puncte, acolo unde ele nu sunt ascuse de solul vegetal. 
Blocul cristalin al  Munților Făgăraș a început să se ridice față de relieful înconjurător la începutul erei terțiare. Ca și întregul lanț al Carpaților Meridionali, ridicarea a avut loc în trei etape succesive (în Eocen, în Miocen și în Pliocen). În fiecare din aceste etape s-au creat platforme de eroziune, ce se mai recunosc astăzi pe creste sub forma unor suprafețe aproape plane, fracționate de văi (de exemplu: creasta principală în Vârful Brătilei și în Vârful Comisul).

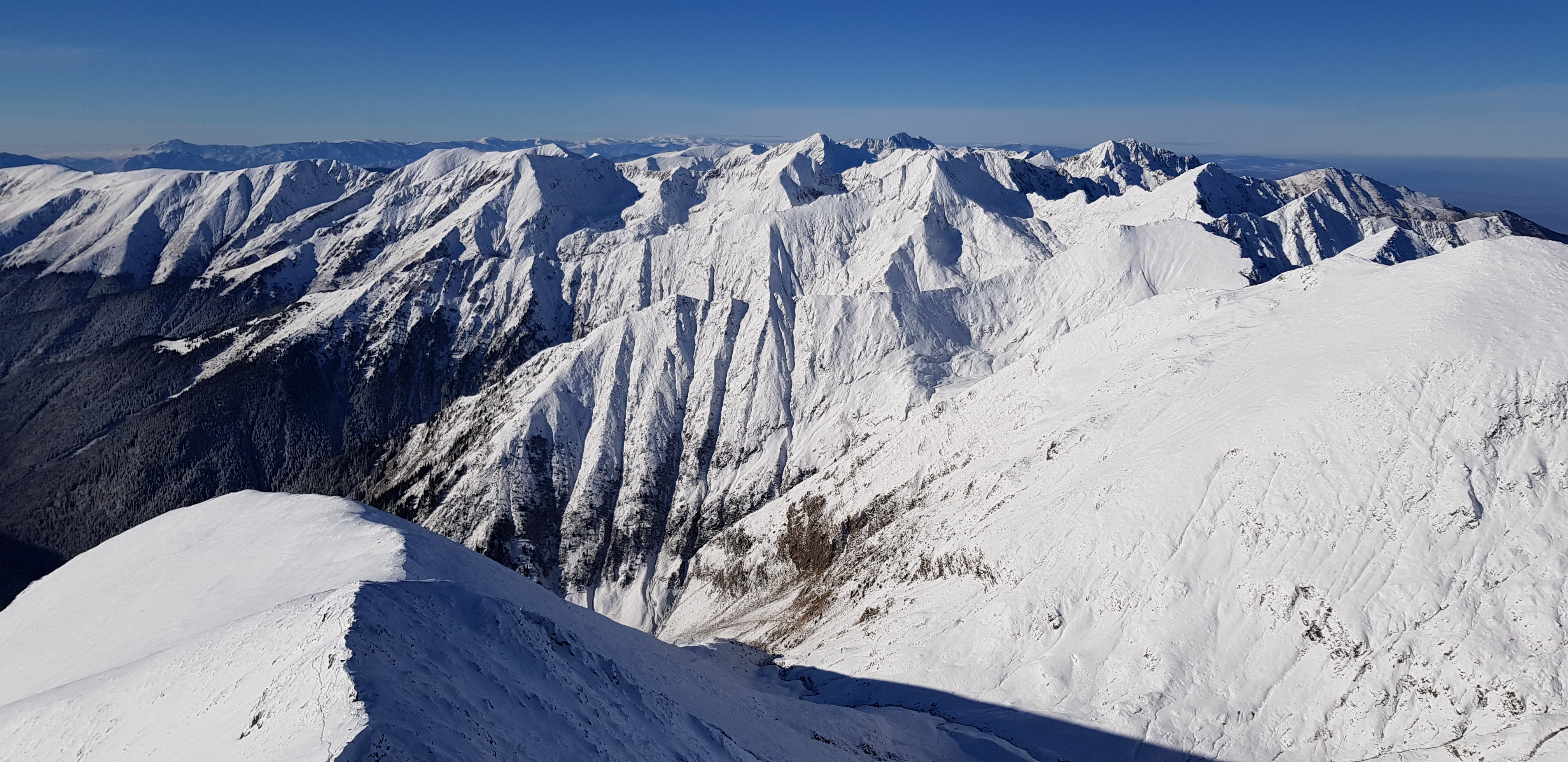
Creasta Făgărașului de pe Moldovanu 1 decembrie 2018

## Vârfuri
Lista vârfurilor din munții Făgăraș cuprinde nu mai puțin de 107 vârfuri cu înălțimi de peste 2.000 de metri, dintre care 40 de vârfuri cu înălțimea peste 2.400 de metri și 8 vârfuri peste 2.500 de metri, inclusiv cel mai înalt vârf din România, Moldoveanu. Mai jos au fost menționate numai vârfurile de peste 2 400 metri. Pentru o listă completă, a se vedea Lista vârfurilor muntoase din România după înălțime.
| - Vârful Moldoveanu 2.544 m - Vârful Negoiu 2.535 m - Vârful Viștea Mare 2.527 m - Vârful Lespezi 2.522 m - Vârful Cornul Călțunului 2.510 m - Vârful Vânătarea lui Buteanu 2.507 m - Vârful Hârtopul Darei 2.506 m - Vârful Dara 2.501 m - Vârful Scărișoara Mare 2.495 m - Vârful Mușetescu 2.495 m - Vârful Capra 2.494 m - Vârful Roșu 2.489 m - Vârful Negoiu Mic 2.485 m - Vârful Podragu 2.482 m |  | - Vârful Urlea 2.473 m - Vârful Scărișoara 2.472 m - Vârful Mircii 2.471 m - Vârful Găleșescu Mare 2.470 m - Vârful Arpașul Mare 2.468 m - Vârful Hârtopul Ursului 2.461 m - Vârful Arpașul Mic 2.460 m - Vârful Galbenele 2.456 m - Vârful La Fundu Bândei 2.454 m - Vârful Mușeteica 2.448 m - Vârful Văiuga 2.443 m - Vârful Picuiata 2.439 m - Vârful Ucea Mare 2.434 m |  | - Vârful Boiu 2.431 m - Vârful Buda 2.431 m - Vârful Iezer 2.429 m - Vârful Ciortea 2.427 m - Vârful Ciortea 3 2.425 m - Vârful Ciortea 2 2.422 m - Vârful Iezerul Caprei 2.417 m - Vârful Tărâța 2.414 m - Vârful Turnul Plecat 2.410 m - Vârful La Podeiu 2.408 m - Vârful Robița 2.408 m - Vârful Corabia 2.407 m - Vârful Paltinu 2.401 m |  |

## Floră
Haina vegetală a Masivului Făgăraș este foarte bogată și variată. Păduri compacte acoperă pantele munților până la o înălțime de aproape 1.700 m, iar întinse fânețe și poieni - împodobite cu tot felul de flori - împânzesc malurile văilor, luminișurile pădurilor sau plaiurile ondulate de sub centura împădurită a masivului.
Dincolo de regiunea fânețelor începe pădurea de fag, care acoperă în mare parte poalele masivului. Fagul se dezvoltă aici puternic, înalt și drept, alcătuind codrii cu adevărat măreți. Pentru frumusețea pădurilor de fagi argintii de pe Valea Bâlei ca și pentru celelalte valori turistice  ce se găsesc de-a lungul ei (stâncării, lacuri și cascade), această vale a fost declarată de Comisia pentru ocrotirea monumentelor naturii rezervație naturală. În  luminișurile pădurilor de fag ca și pe malurile apelor se întâlnește salcia căprească, mesteacănul, plopul tremurător, aninul, zmeurul, murul.
În partea superioară a pădurii, fagul se amestecă cu bradul, ce apare destul de rar. În schimb, locul său este luat de molid, care ocupă toată regiunea păduroasă, de la 1.100 până la aproape 1.700 m altitudine.
În afara de acești doi reprezentanți ai coniferelor, în Făgăraș se mai întâlnesc și alte esențe rășinoase. Astfel, zada sau laricele (pe Valea Brezcioarei), pinul (pe Valea Caselor, pe Muntele Clăbucet), tisa  (în număr mai mare pe Muchia Moașei), rare exemplare de zâmbru, și destul de des jneapănul (pe Muchia Moșului). Dintre acestea, zada, tisa și zâmbrul sunt specii ocrotite prin lege.
Deasupra molidișului începe golul alpin, deseori întrerupt de aglomerări numeroase de jnepeni, ienuperi, afine și merișor. Golul alpin este în mare parte acoperit cu pășuni (în special pe versantul sudic al masivului) oferind o hrană abundentă numeroaselor turme de oi. Tot în această zonă se întâlnesc felurite specii de flori, unele mai frumoase și mai interesante ca altele: smirdar, campanule (clopoței pitici), gențiene, nu-mă-uita, panseaua de munte (trei-frați-pătați), rușulița, garofița de munte, omagul. Dintre florile ocrotite prin lege menționăm: Floarea-reginei, cunoscută și sub denumirea de „floarea de colț”, sângele voinicului, iedera albă. La jumătatea lunii iunie, sus în golul alpin înflorește bujorul de munte (Rhododendron kotschyi), care se prezintă sub forma unei inflorescențe parfumate, de un roșu aprins, care îmbracă muntele precum o pătură ce se vede la mare distanță, iar când adie vântul dă senzația că arde muntele. Localnicii, în ultima sâmbătă din luna iunie obișnuiesc să urce, cu mic cu mare, la sărbătoarea bujorului.

## Faună
Lanțul Munțiilor Făgăraș adăpostește o faună bogată, atât în zonele subalpine, acoperite de cele mai multe ori de păduri întinse, cât și în zonele golului alpin. Dintre mamifere ursul carpatic (ocrotit de lege) este cel mai reprezentativ, menținându-și adăposturile în numeroase regiuni de la limita superioară a pădurilor de conifere. În pădurile de altitudine mai joasă, mistreții oferă încă un vânat prețios, atât în ținuturile nordice ale masivului, cât și în cele sudice. Jderul și râsul se întâlnesc mai rar. În schimb, veverița apare mai pretutindeni în calea drumețului, în regiunile forestiere, unde nelipsită este și vulpea. Cerbi și căprioare dau farmec pădurilor de la poale. Lupul este prezent și el în aceste locuri.
Multe păsări înfrumusețeză viața pădurii: se întâlnesc forfecuțe, cintezoi, cojoaice de munte, ciocănitoare, sturzi, codobaturi de pădure, mierle. Cocoși de munte și ierunci se adăpostesc prin desișuri. Dintre păsările răpitoare trăiesc în masiv: ulii, șoimi, acvile de pădure sau pajure, vânturei, și mai rar vulturi de stâncă. Numeroase reptile, unele inofensive ca șopârlele de munte, gușterii precum și batracienii, cum sunt salamandrele, mișună prin covoarele de frunziș mort. În unele locuri, pe versanții orientați spre soare, viețuiesc și vipere. Multe din pâraiele de munte și lacurile alpine sunt astăzi repopulate cu păstrăvi.
Pe culmi trăiește capra neagră, ocrotită prin lege.

## Lacuri
Versantul nordic:
- Lacul Avrig
- Lacul Bâlea
- Lacul Doamnei
- Lacul Podragu
- Lacul Podrăgel
- Lacul Urlea

Versantul sudic:
- Lacul Capra
- Lacul Buda
- Lacul Călțun[6]
- Lacul Gemenu de Sus
- Lacul Gemenu de Jos
- Lacul Jgheburoasa
- Lacul Mioarelor
- Lacul Podul Giurgiului
- Lacul Roșu
- Lacul Scărișoara
- Lacul Zârna

## Cabane și refugii

### Cabane
- Cabana Andu
- Cabana Arpaș (Fata Pădurii)
- Cabana Bâlea Cascadă[7]
- Cabana Bâlea Lac
- Cabana Bârcaciu
- Cabana Călugăriței
- Cabana Colții Brezei
- Cabana Cumpăna
- Cabana Negoiu
- Cabana Paltinu
- Cabana Piscul Negru
- Cabana Podragu
- Cabana Poiana Neamțului
- Cabana Suru
- Cabana Strîmba
- Cabana Turnuri
- Cabana Urlea
- Cabana Valea cu Pești
- Cabana Valea Sâmbetei
- Complexul Turistic Capra
- Complexul Turistic Poienile Vâlsanului

### Refugii
- Refugiul Berevoescu
- Refugiul Călțun
- Refugiul Curmătura Bratilei
- Refugiul Curmătura Zârnei
- Refugiul Fereastra Mică [8]
- Refugiul Fereastra Zmeilor
- Refugiul Lacul Urlea
- Refugiul Salvamont Victoria
- Refugiul Șaua Scării[9]
- Refugiul Valea Viștei
- Refugiul Viștea Mare

## Galerie de imagini

Tur nordic
Creasta Munților Făgăraș
Relieful sudic al Munţilor Făgăraş
Vedere spre nord a părţii sudice a Munţilor Făgăraş
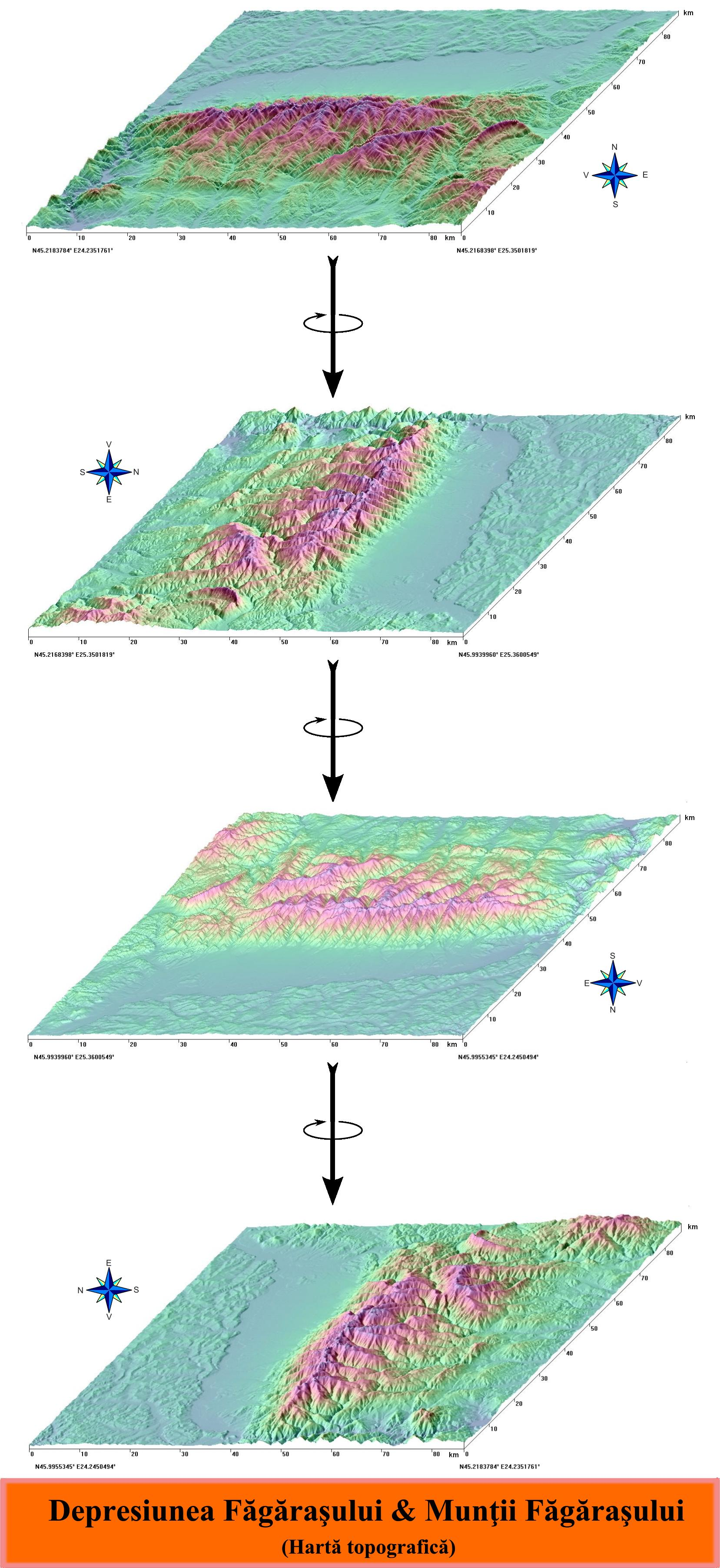
Munții Făgăraș - Hartă topografică
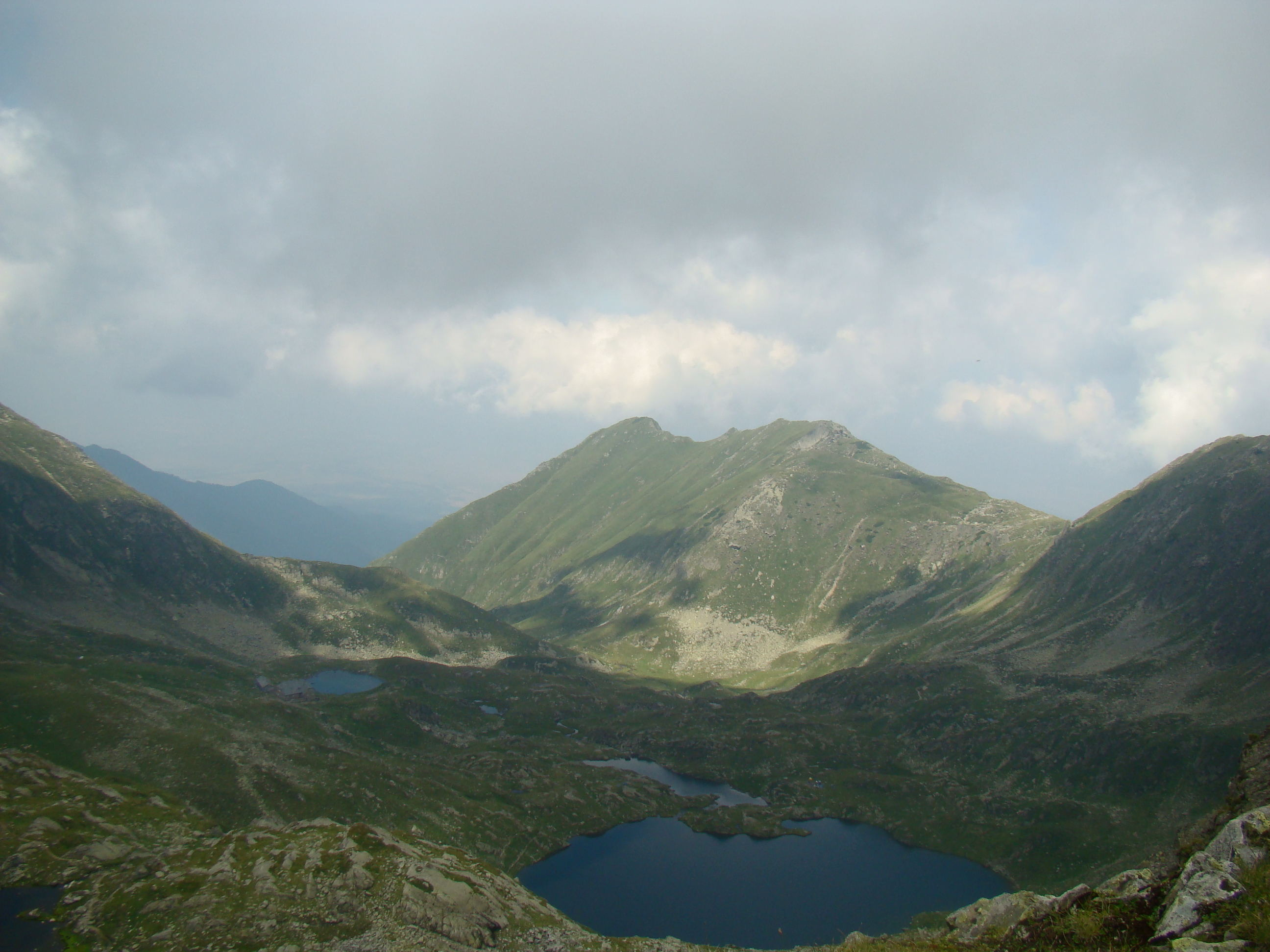
Valea Podragu
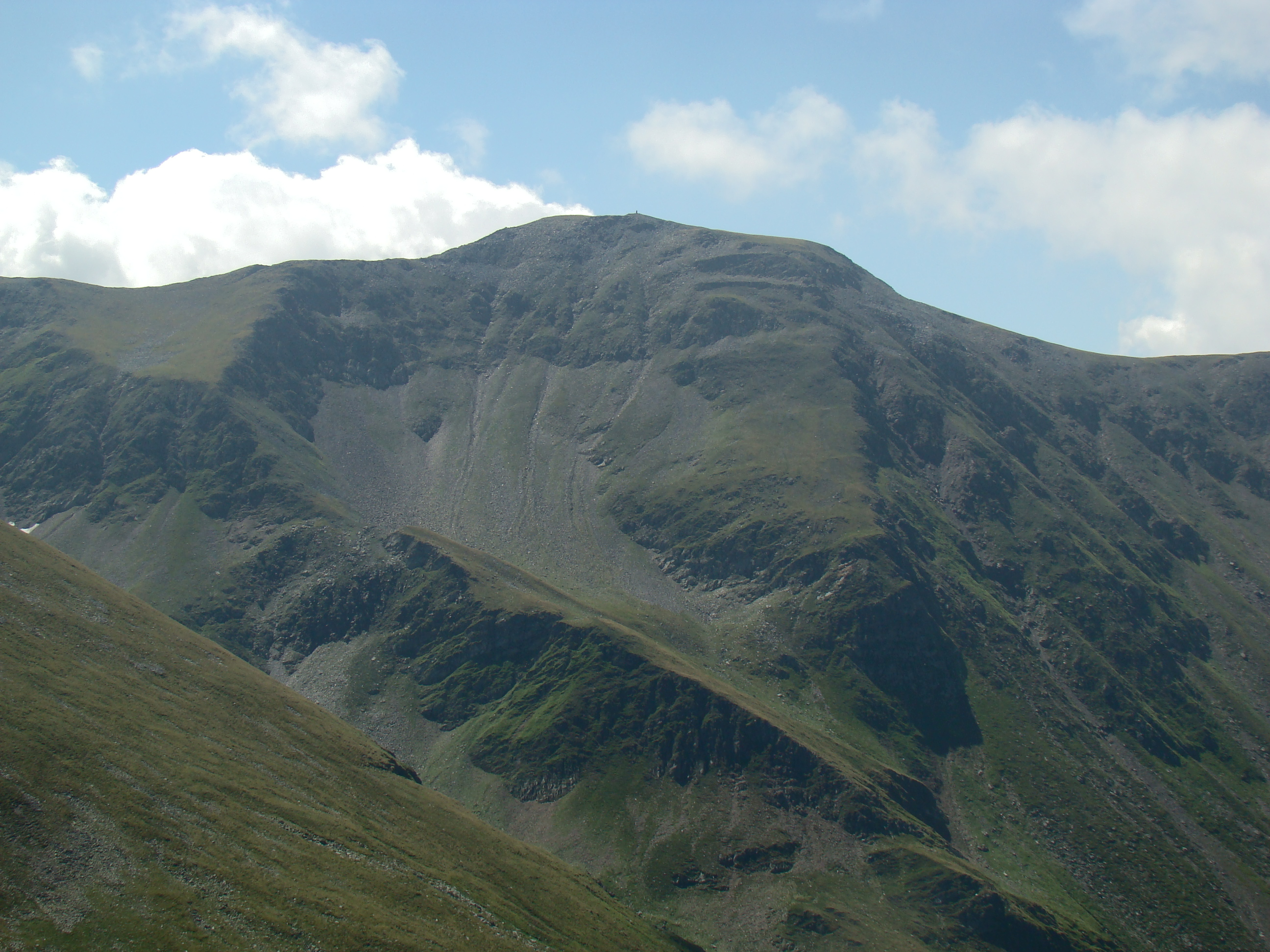
Vedere spre Vârful Dara
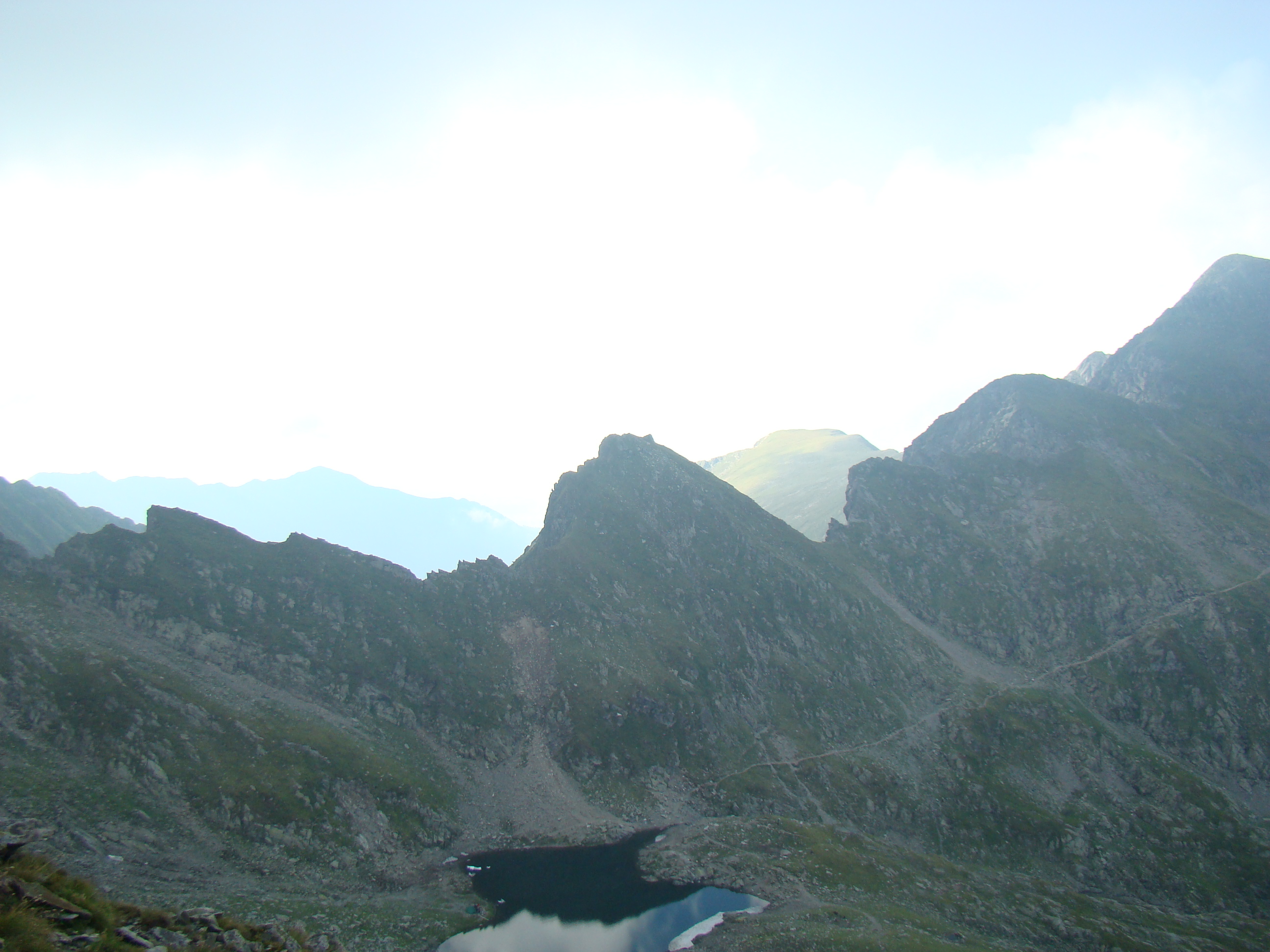
Dinspre Vârful Mircii spre Lacul Podul Giurgiului
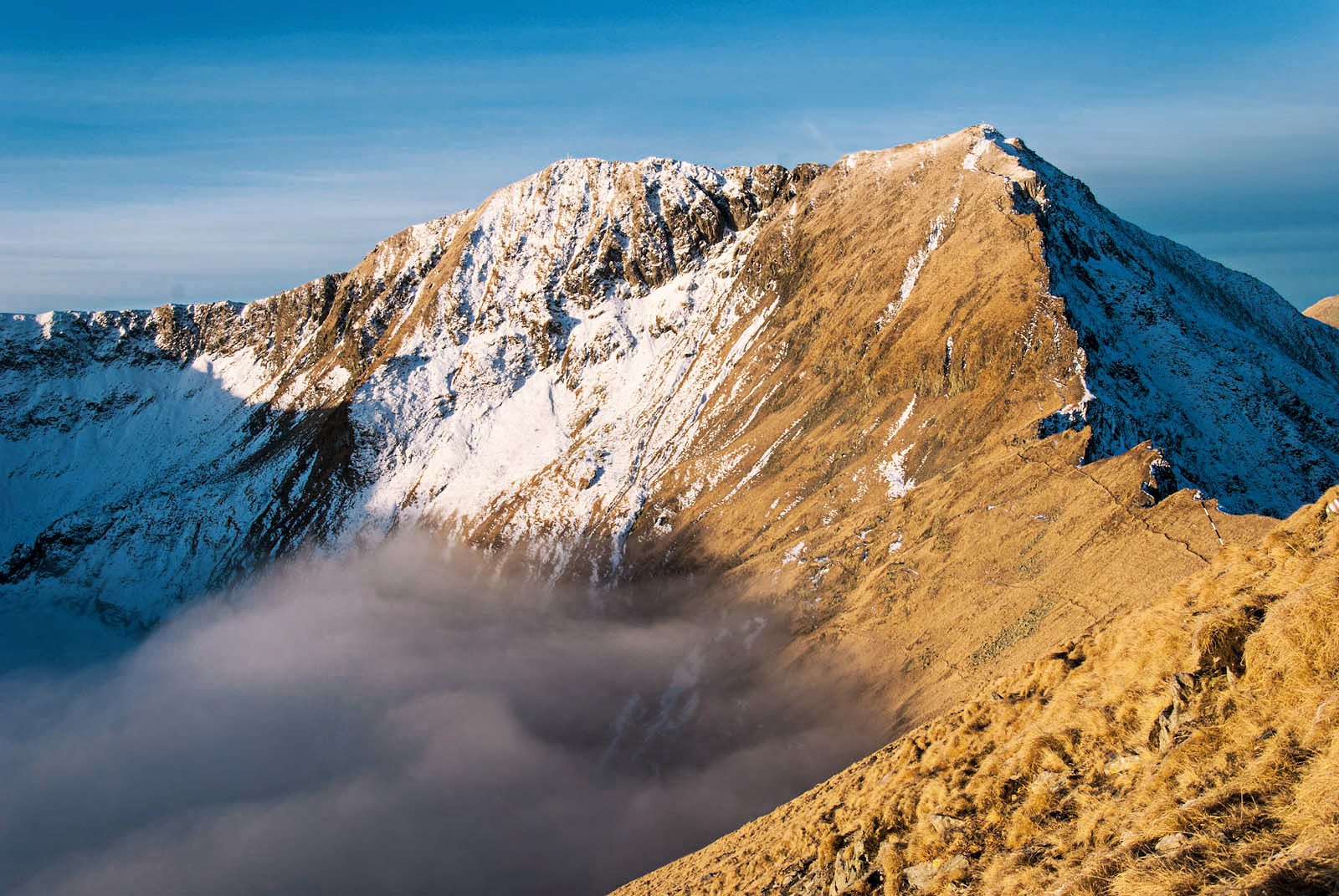
Vârful Moldoveanu
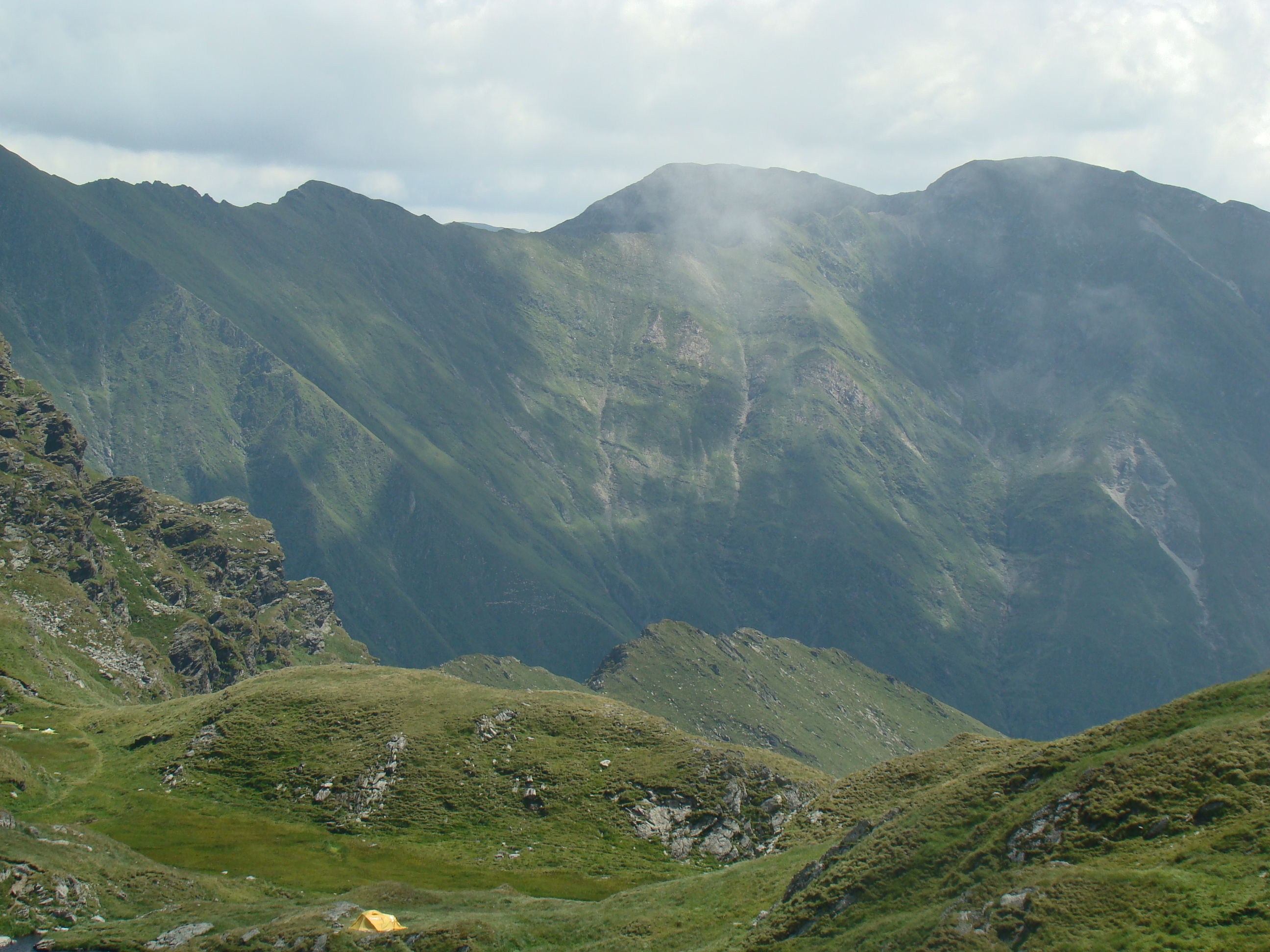
Culmea Arpașului
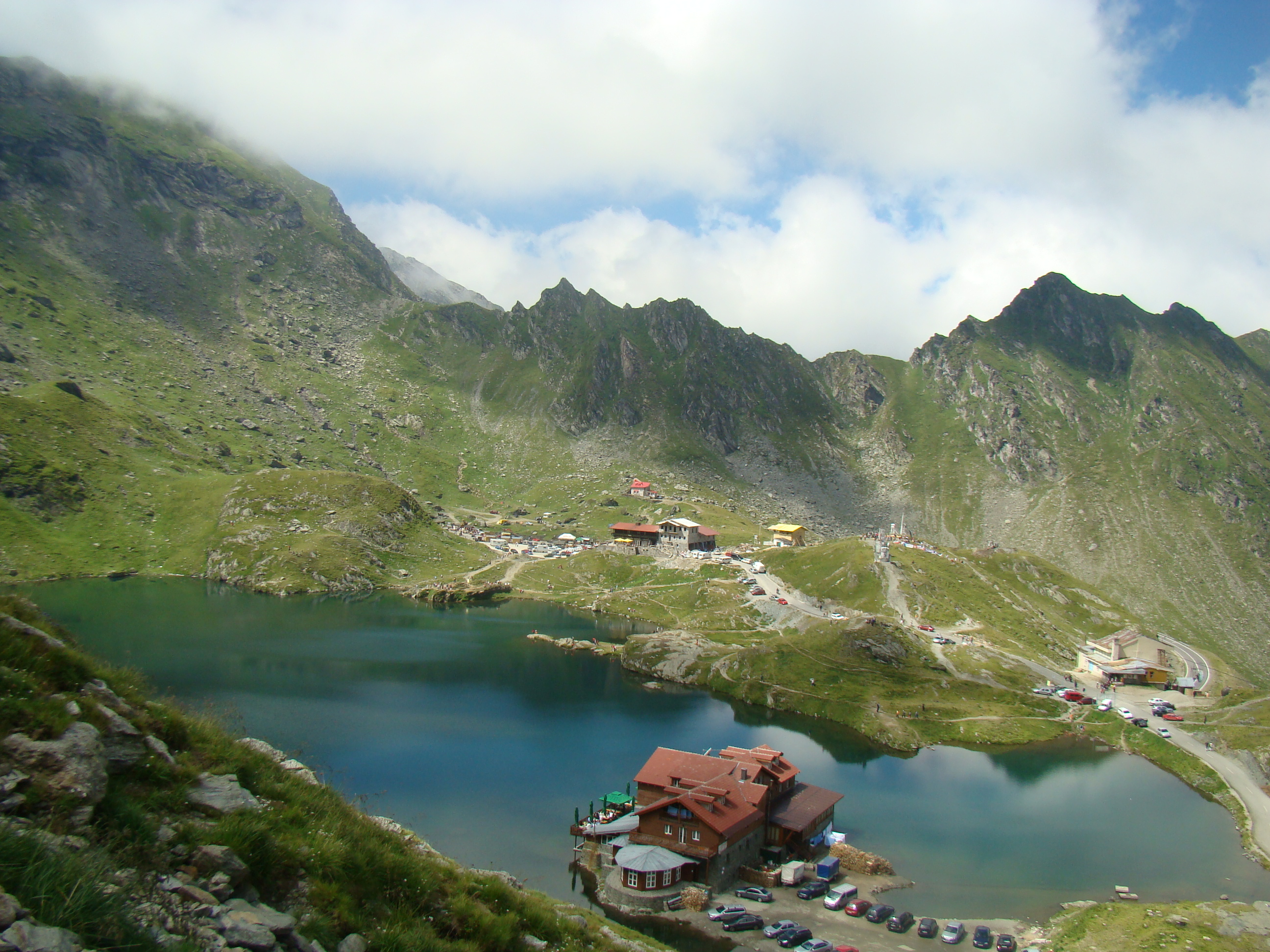
Bâlea Lac
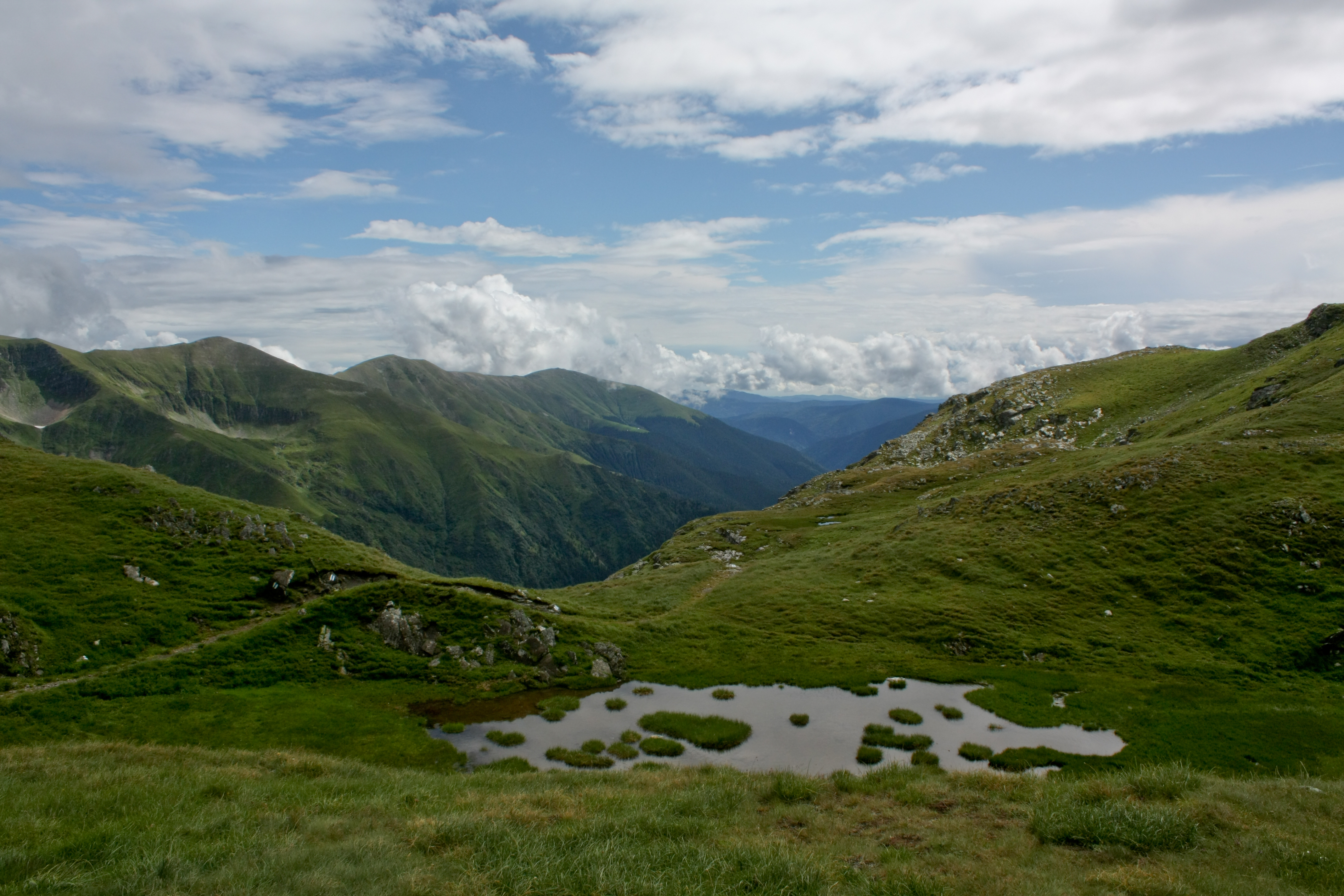
Lacul Capra
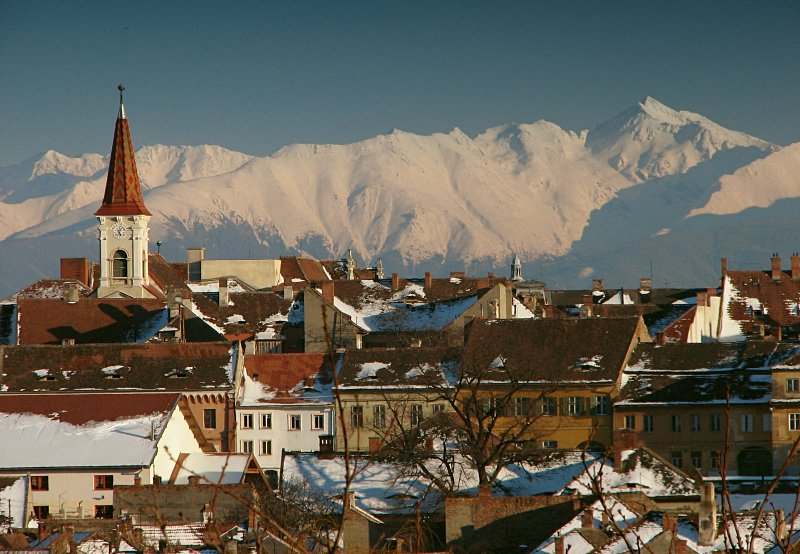
Munții Făgăraș văzuți dinspre Sibiu
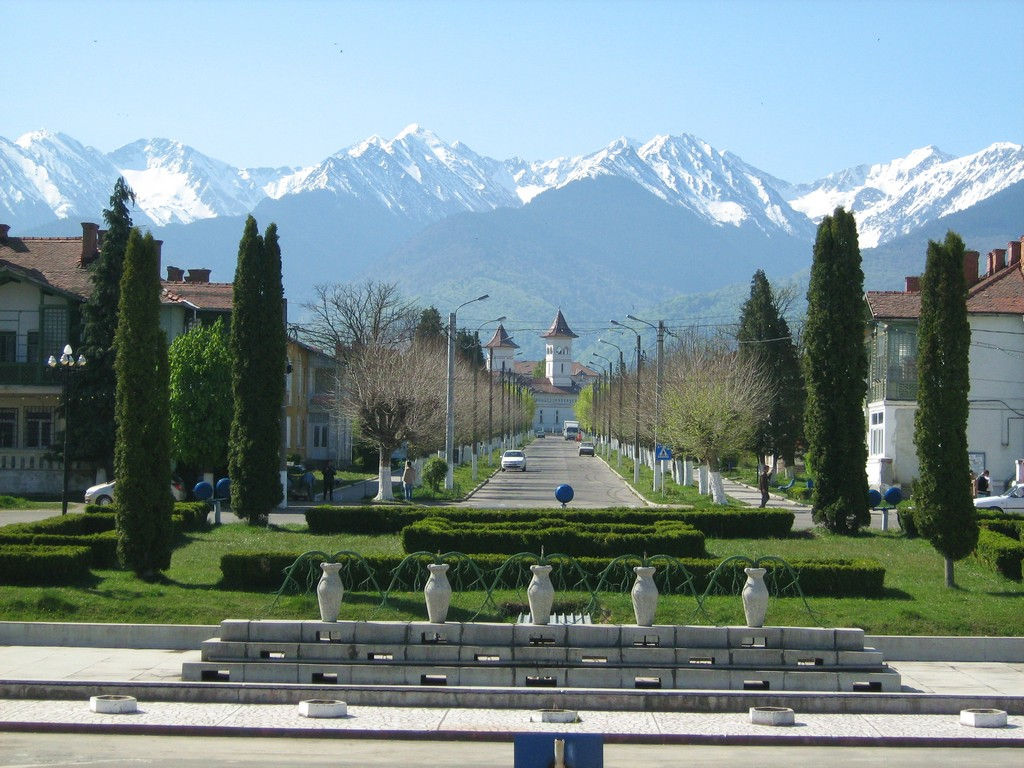
Munţii Făgăraş văzuţi dinspre Victoria
Harta Fagaras MN 1984
Harta Fagaras - privire spre vest